# Harry Röneholm
Harry Hjalmar Johannes Röneholm, född 6 januari 1892 i Helsingfors, död där 10 januari 1951, var en finländsk inredningsarkitekt. 
Röneholm, tidigare bland annat delägare i flera arkitektbyråer och tidvis även innehavare av egen byrå, arrangerade Finlands avdelning på ett flertal världsutställningar och mässor på 1930-talet. Han var verkställande direktör för Finlands mässa 1930–1951. Hans memoarer utkom 1944 under titeln Maailman markkinoilta.